# Sant Esteve de la Febró
Sant Esteve de la Febró és una església al nucli de la Febró inclosa a l'Inventari del Patrimoni Arquitectònic de Catalunya. És una petita església de planta rectangular i d'una nau amb capelles laterals. Té la torre del campanar als peus, a l'esquerra de la porta. L'obra és de paredat, amb reforços de carreus als angles. La façana és arrebossada en part, i és coronada amb un frontó. Damunt de la porta hi ha dos ulls per a il·luminar l'interior; un tercer ull circular es troba a la dreta de la porta, a la seva part superior. Les cobertes són a dos vessants, amb teules. La porta principal, d'arc adovellat, és mostra de les renovacions fetes a mitjan segle passat. A l'interior, l'altar és senzill i les parets són arrebossades de blanc.

## Història
És l'església parroquial i està dedicada a sant Esteve, a la diada del qual se celebra la festa major del poble. Antigament, era sufragània de l'església de Capafonts. Al segle xvi es parla de Rafael Mortra, rector de Capafonts i la Febró (1578), el qual era alhora notari d'ambdós llocs. El caràcter de sufragània es manté almenys fins al segle XVII: "loci de la Fabrosa suffraganea de Capafons comitatus pratorum". La relació és amb el comtat de Prades qui celebra les misses dominicals a la Febró. L'obra de l'església fou renovada a mitjan segle xix. A l'altar es venera una imatge del patró, de fusta. El 1936 sofrí alguns atacs al seu patrimoni, salvant-se solament algunes peces d'orfebreria. Necessitaria alguns adobaments, per a deixar-la més vistent.